# La Barberia d’en Quim
La Barberia d'En Quim és un sainet de Josep Burgas, estrenat al Teatro Còmico de Barcelona el dia 13 d'abril de 1918.

## Repartiment de l'estrena
- Francisca, criada del difunt Sr. Quim de 45 anys: Montserrat Faura
- Carmeta, la veina de 20 anys: Maria Vila
- Quimet, fillot del Sr. Quim: Pius Daví
- Salcedo, el municipal de 55 anys: Sr. J. Berges
- Sr. Ramon, de 50 anys: Ramon Bañeras
- Sr. Valeri, de 60 anys: Ramon Tort
- Tramulles, parroquià de la barberia: August Barbosa
- Quico, parroquià de la barberia: Josep Claramunt
- Manel, parroquià de la barberia: Enric Lluelles
- Serafí, dependent de la barberia: Carbonell
- Miqueló, dependent de la barberia: Ramon Cuadreny
- Venedor de rifa de 55 anyns: Vicens Daroqui
- Parroquians que no parlen